# Брюс, Лоренс
Лоренс (Лоуренс) Брюс из Кульмалинди (англ. Laurence Bruce of Cultmalindie; 20 января 1547 — август 1617) — шотландский дворянин, сын Джона Брюса из Кульмалиндии и Ефимии Элфинстоун.
Истер Кульмалинди — небольшая деревушка или «фермтон» в приходе Тиббермор, Пертшир, Шотландия.

## Биография
Брюсы из Кульмалинди были второстепенной ветвью династии Брюсов в Шотландии, потомки Роберта Брюса, короля Шотландии (1306—1329). Лоренс Брюс был единоутробным братом Роберта Стюарта, 1-го графа Оркнейского (1533—1593). Граф Роберт был признанным незаконнорожденным сыном Якова V Стюарта, короля Шотландии, и Ефимии Элфинстоун.
Около 1571 года Лоуренс Брюс был назначен шерифом (судебным приставом) Шетландских островов графом Робертом. В сопровождении своего племянника Уильяма Брюса из Крейла (сына своего родного брата Роберта Брюса: хотя он, возможно, был сыном Лоуренса) и других официальных лиц и вооруженных людей Лоренс Брюс прибыл в свои новые владения и обосновался на острове Анст. Оказавшись там, он быстро стал непопулярен из-за своего деспотичного и коррумпированного правления. Например, утверждалось, что он брал взятки и что он изменил официальные веса и меры, чтобы увеличить доходы графа Роберта. Его вооруженные люди чувствовали себя свободно, чтобы захватить контроль над кораблями и разместиться в домах местных жителей.
Очевидно, Лоуренс Брюс пользовался вниманием местных женщин, и, как считается, был отцом около двадцати четырех незаконнорожденных детей. Также у него было десять законных детей от двух жен: Хелен Кеннеди (дочери Хью Кеннеди из Гирванмейнса и Джанет Стюарт) и Элизабет Грей (дочери Патрика, лорда Грея и Марион Огилви). Эскалация конфликта с местными жителями Шетландских островов  вылилась в петицию, отправленную к королевскому двору в Эдинбург. В ответ королевская комиссия, «Грязевая комиссия», отправилась на Шетландские острова и в феврале 1577 года взяла показания у 700 шетландцев мужского пола. В результате Лоренс Брюс был отстранен от должности. Но к июню следующего года он вернулся на острова в качестве «заместителя шерифа».
Лоренс Брюс наиболее известен как строитель замка Мунесс, строительство которого было завершено около 1598 года. Замок Мунесс, ныне разрушенный, является самым северным замком в Великобритании. Он был построен в юго-восточной части Анста, к востоку от города Юисаунд, после того, как в 1593 году графа Роберта сменил его сын Патрик Стюарт, 2-й граф Оркнейский. Более поздние события доказали, что у Лоренса Брюса были веские причины опасаться агрессии графа Патрика. В 1608 году граф Патрик Стюарт послал войска, чтобы осадить замок, но нападавшие отказались от своего нападения. В 1610 году Лоренс Брюс свидетельствовал против графа Патрика перед Тайным советом Шотландии в Эдинбурге. После восстания на Оркнейских островах в августе 1614 года Тайный совет Шотландии назначил Лоренса Брюса комиссаром и поручил ему задерживать любых повстанцев, которые могли бы искать убежища на Шетландских островах.
Лоренс Брюс умер в замке Мунесс в августе 1617 года и был похоронен в старой церкви в соседнем Сэндвике. Владение замком перешло к его второму старшему сыну Эндрю Брюсу из Манесса, более спокойному и популярному человеку, чем его отец. Старший сын Лоренса Брюса, Александр Брюс из Кульмалинди, вернулся на материковую часть Шотландии, чтобы управлять семейной собственностью в Пертшире.
Среди незаконнорожденных сыновей был Сципион Брюс из Мейклера. Уильям Брюс из Симбистера (? — 1624), его племянник (возможный сын), женился на Марджори Стюарт, дочери Джона Стюарта (незаконнорожденного сына короля Шотландии Якова V) и Джин Хепберн (? — 1599).